# Susja (vattendrag i Belarus)
Susja (vitryska: Суша) är ett vattendrag i Belarus.   Det ligger i voblasten Mahiljoŭs voblast, i den centrala delen av landet, 130 km öster om huvudstaden Minsk.
I omgivningarna runt Susja växer i huvudsak blandskog. Runt Susja är det glesbefolkat, med 20 invånare per kvadratkilometer.